# Station Stobnica
Station Stobnica is een spoorwegstation in de Poolse plaats Stobnica.